# 傅希秋
傅希秋（英語：Bob Fu，1968年—），美国华裔牧师。是对华援助协会创始人，为中国基督徒提供法律援助。

## 生平
1968年出生在山东高密，1987年，进入聊城师范学院（现为聊城大学）英语系学习，期间受洗成为基督徒。1991年至1993年在中国人民大学国际关系学院学习，获双学士学位。之后在中共北京市委党校任教。同时也活跃于家庭教会。1996年全家转移到香港，后辗转来到美国。2002年在费城创办对华援助协会，长女出生。2004年将协会总部搬迁至米德兰，次女出生。同时他也因为在赤脚律师陈光诚案件提供引渡协助而知名。
2021年7月13日，在由兰托斯人权委员举行的关于「全球宗教自由状况」的听证会上，傅希秋作为对华援助协会的创始人兼主席，在会上通过列举高智晟和王展等“重要案例”（Key Cases），向与会议员们讲述了中国的政治与宗教情况。

## 观点
傅希秋是特朗普的积极支持者，赞同特朗普的选举舞弊论。